# Тымтайдах (приток Чыбыды)
Тымтайда́х (также Тымтайдаах) (якут. Тымтайдаах) — река в Вилюйском улусе Якутии, Россия, приток Чыбыды. Длина реки — 193 км, площадь водосборного бассейна — 1930 км².
Вытекает из небольшого безымянного озера на высоте более 320 м над уровня моря на Среднесибирском плоскогорье к северу от верховья реки Синей. В верховьях и среднем течении течёт преимущественно в северном направлении по лиственничной тайге, протекая через целый ряд некрупных озёр. В низовьях поворачивает на северо-запад, на берегах — заболоченная лесотундра. Река меандрирует. Перед устьем ширина реки не превышает 20 м. Впадает в Чыбыду справа на высоте 163 м над уровнем моря в 55 км к юг-юго-востоку от Вилюйска.
Значительных притоков не имеет.

## Данные водного реестра
По данным государственного водного реестра России относится к Ленскому бассейновому округу, водохозяйственный участок — Вилюй от впадения реки Марха до устья без реки Тюнг, речной подбассейн реки — Вилюй. Речной бассейн реки — Лена. Код водного объекта — 18030800612117400024244.